# Étienne Omer Wauquière
Étienne Omer Wauquière , nacido el año 1808 en Cambrai y fallecido el 1869 en Mons, fue un pintor de historia, escenas de género y retratos , así como escultor y litógrafo.

## Datos biográficos

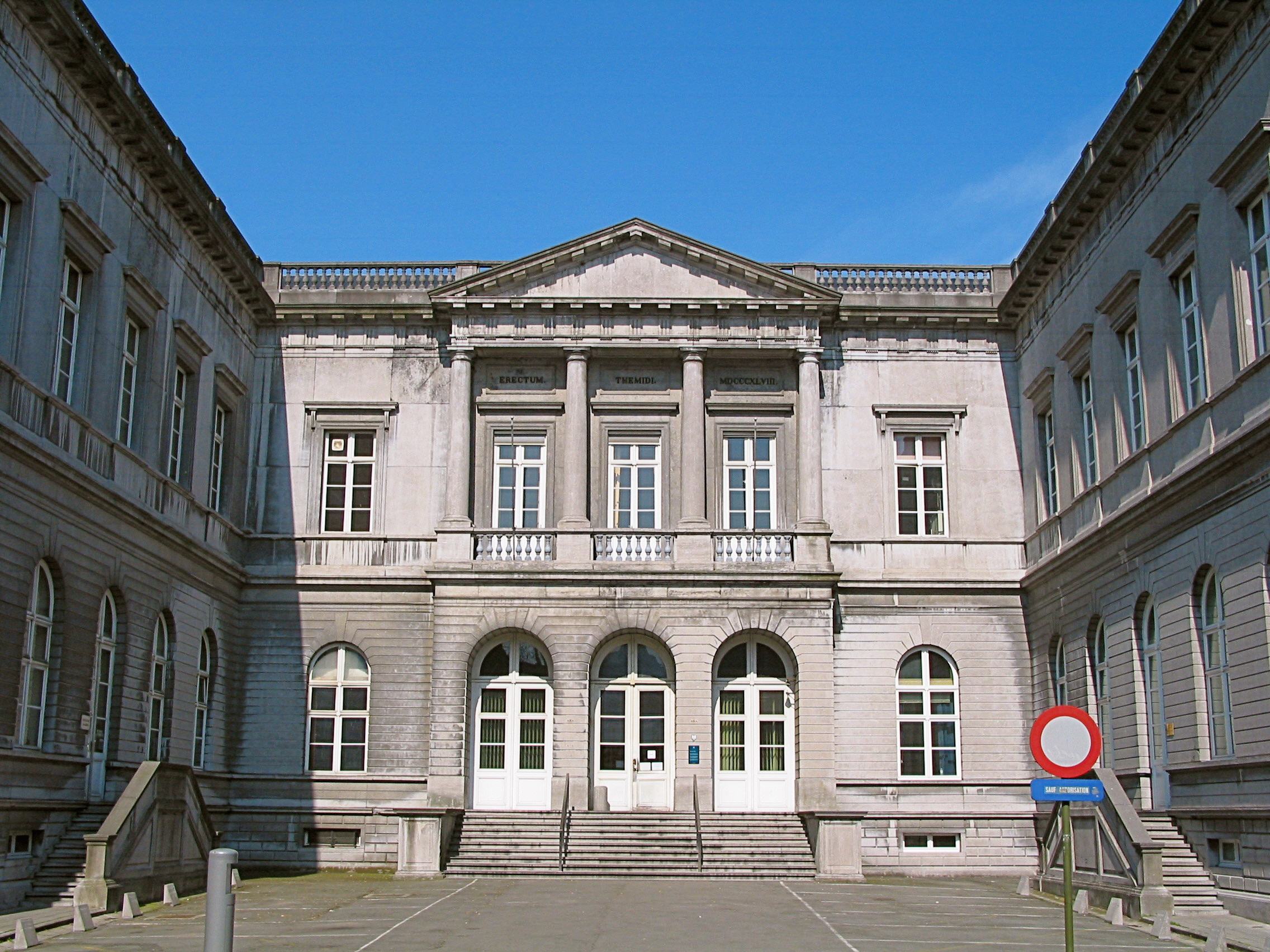
Antiguo Palacio de Justicia de Mons.

Como escultor produjo en 1948 las cariátides de la sala de los pasos perdidos y cuatro bustos del gran recibidor del Palacio de Justicia de Mons. La obra estuvo a cargo del arquitecto Huriau.
Fue director de la Academia de Mons desde 1856 a 1869.
Alumnos
- Louis Paternostre (1824-1879)

## Obras
- 1836 : Scènes de légende (escenas de leyenda)